# Nogometni klub Lokomotiva Zagreb 2015-2016

## Rosa
| N. |                                 | Ruolo | Calciatore      |
| -- | ------------------------------- | ----- | --------------- |
| 1  | Croazia (bandiera)              | P     | Oliver Zelenika |
| 2  | Croazia (bandiera)              | D     | Karlo Bartolec  |
| 3  | Croazia (bandiera)              | D     | Borna Barišić   |
| 5  | Australia (bandiera)            | D     | Tomislav Mrčela |
| 8  | Croazia (bandiera)              | C     | Luka Begonja    |
| 9  | Croazia (bandiera)              | A     | Mirko Marić     |
| 10 | Croazia (bandiera)              | C     | Ivan Fiolić     |
| 11 | Croazia (bandiera)              | D     | Karlo Bručić    |
| 12 | Croazia (bandiera)              | P     | Ivan Filipović  |
| 13 | Croazia (bandiera)              | D     | Matej Rodin     |
| 15 | Croazia (bandiera)              | D     | Dino Perić      |
| 16 | Bosnia ed Erzegovina (bandiera) | C     | Josip Ćorić     |
| 17 | Albania (bandiera)              | C     | Endri Çekiçi    |
| 18 | Albania (bandiera)              | C     | Eros Grezda     |
| 19 | Albania (bandiera)              | D     | Herdi Prenga    |

| N. |                    | Ruolo | Calciatore                          |
| -- | ------------------ | ----- | ----------------------------------- |
| 21 | Croazia (bandiera) | A     | Ante Aralica                        |
| 22 | Croazia (bandiera) | A     | Marko Kolar                         |
| 24 | Croazia (bandiera) | C     | Franko Andrijašević (vice-capitano) |
| 25 | Croazia (bandiera) | A     | Jan Doležal                         |
| 26 | Croazia (bandiera) | D     | Fran Karačić                        |
| 27 | Croazia (bandiera) | C     | Jerko Leko (capitano)               |
| 28 | Croazia (bandiera) | C     | Zvonko Pamić                        |
| 30 | Croazia (bandiera) | C     | Ivan Šunjić                         |
| 31 | Croazia (bandiera) | D     | Luka Capan                          |
| 33 | Croazia (bandiera) | P     | Marko Mikulić                       |
|    | Croazia (bandiera) | D     | Ivan Lovrić                         |
|    | Croazia (bandiera) | C     | Josip Anić                          |
|    | Croazia (bandiera) | C     | Robert Janjiš                       |
|    | Croazia (bandiera) | C     | Andrijano Čarapina                  |